# Cylindrepomus bivittipennis
Cylindrepomus bivittipennis là một loài bọ cánh cứng trong họ Cerambycidae.